# Eucalyptus litoralis
Eucalyptus litoralis là một loài thực vật có hoa trong Họ Đào kim nương. Loài này được Rule mô tả khoa học đầu tiên năm 2004.